# Canthidium decoratum
Canthidium decoratum är en skalbaggsart som beskrevs av Perty 1830. Canthidium decoratum ingår i släktet Canthidium och familjen bladhorningar. Inga underarter finns listade.